# Michel de Saint-Augustin
Michel de Saint-Augustin (1622-1684) est un carme flamand, promoteur de la Réforme de Touraine, conseiller spirituel de Maria Petyt, et auteur d'ouvrages sur la vie intérieure, au confluent de la Mystique rhéno-flamande et de la spiritualité carmélitaine.

## Biographie

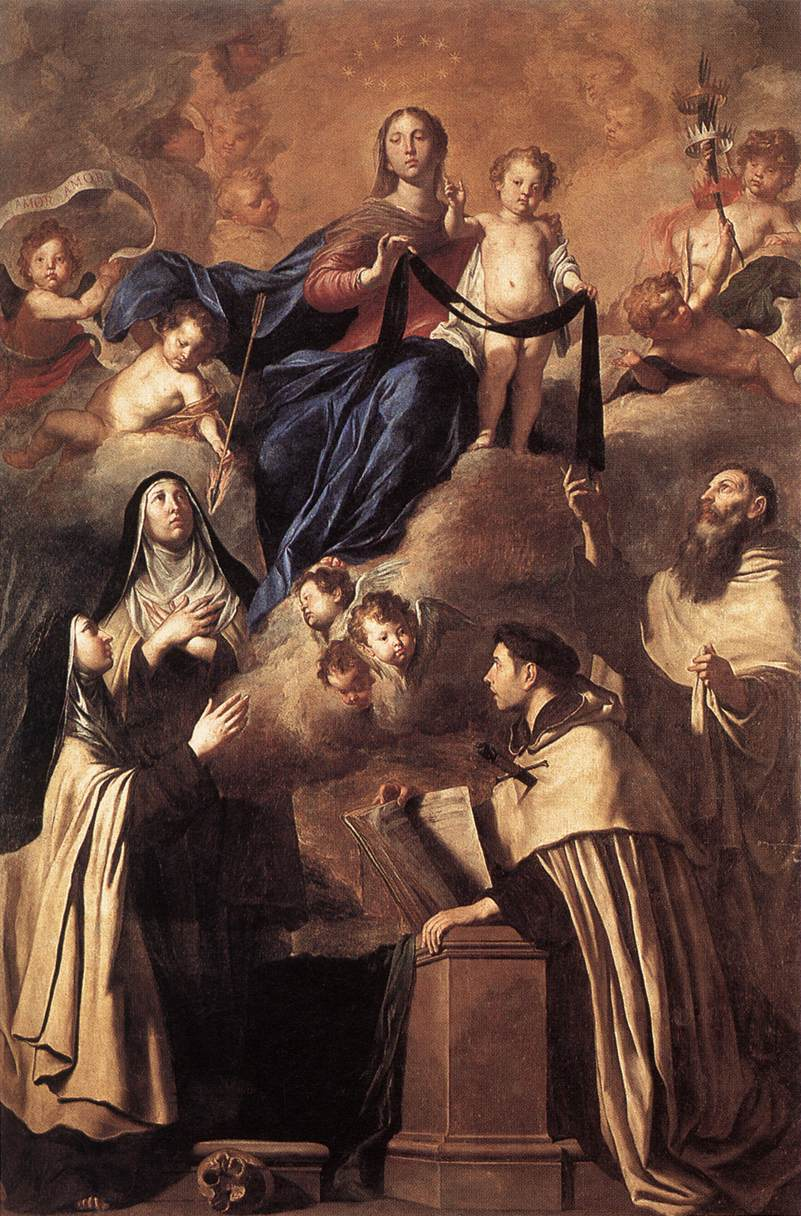
Remise du scapulaire
à saint Simon Stock
(par Pietro Novelli).

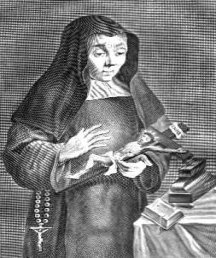
Maria Petyt.

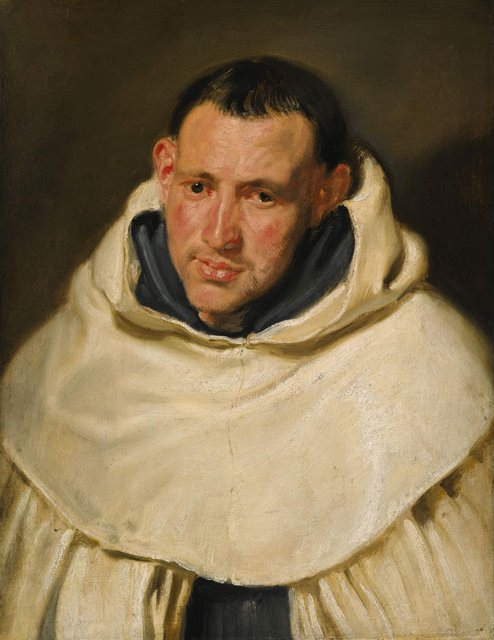
Un carme du XVIIe siècle
(par Antoine Van Dyck).

Jan van Ballaert, ou Ballaer, naît à Bruxelles le 15 avril 1622.
Au terme de brillantes études au collège des augustins de sa ville natale, il entre chez les Grands Carmes le 14 octobre 1640 et y reçoit le nom de Michel de Saint-Augustin.
Il est ordonné prêtre le 10 juin 1645, au cours d'une cérémonie qui voit aussi son frère cadet accueilli dans l'ordre, sous le nom de Marius de Saint-François. Pour célébrer la messe des prémisses, il est assisté de ses six autres frères, dont trois sont prêtres séculiers et trois, franciscains. Quant à ses sœurs, deux d'entre elles se feront béguines à Bruxelles (l'une deviendra tertiaire franciscaine et l'autre Grande Demoiselle du béguinage), et la troisième entrera au couvent. Michel entrera également en contact avec le milieu béguinal par l'intermédiaire de Maria Petyt, retirée au petit béguinage de Gand. Nommé professeur de philosophie dans cette ville, il se voit en effet confier, à l'âge de vingt-cinq ans, la direction spirituelle de cette tertiaire carmélitaine, d'un an plus jeune que lui. Ils s'entretiendront peu de vive voix, car Michel sera bientôt appelé à d'autres fonctions, mais ils continueront d'échanger une correspondance, dont la haute teneur serait aujourd'hui perdue si le carme n'avait gardé et publié les réponses de sa dirigée. Après avoir été successivement maître des novices, définiteur et assistant provincial et deux fois prieur du couvent de Malines, Michel est nommé prieur de Bruxelles et provincial des carmes de Belgique au chapitre tenu à Bruges, en 1656. il se verra reconduit à la tête de la province en 1666 et 1677. Dans cette tâche, il poursuit les efforts de Martin De Hooghe et Liévin de la Trinité pour diffuser la Réforme de Touraine, un mouvement carmélitain de retour à la stricte observance et à la vie contemplative, qui avait été initié en France, peu de temps auparavant. Les ouvrages qu'il écrit (en flamand et en latin) portent d'ailleurs sur la vie intérieure, dont il développe différentes thématiques en fonction des besoins de son apostolat. Devenu un directeur spirituel très recherché par les religieux comme par les gens du monde, il décède à Bruxelles, le 2 février 1684.

## Spiritualité
Condensé dans les Institutionum mysticarum libri quatuor, l'enseignement de Michel de Saint-Augustin reflète la double influence de la spiritualité médiévale flamande, entretenue dans les béguinages, et de la tradition contemplative du Carmel, remise à l'honneur par la Réforme de Touraine. Ainsi l'auteur fait-il de l'abnégation de soi dans le dénuement intérieur, caractéristique de la Mystique du Nord, la condition de l'union à Dieu, accomplissement du charisme carmélitain. C'est pourquoi il recommande aux religieux, avec la stricte observance de leurs vœux, de rechercher la solitude, le silence et la mortification, favorables à l'oraison : seule l'âme qui a aboli toute chose en Dieu, se trouve, en effet, apte à recevoir la grâce de la transformation divine, en vue de mener une vie déiforme et, par là, de posséder Dieu essentiellement, c'est-à-dire selon son essence. Cet anéantissement doit toutefois se réaliser suaviter, sine violentatione spiritus, sine fractione capitis, car Michel de Saint-Augustin n'est pas un tragique : il préfère fonder l'ascèse sur une vision optimiste de la nature humaine, héritée aussi bien des classiques latins (qu'il cite) que de l'idéal de l'homme du commun, exalté par un Ruysbroek, capable d'unir la contemplation et l'action, conformément à la vocation mixte des carmes. À cet effet, il n'hésite pas à donner en modèle des contemporains : Arnold de Saint-Charles (Charles Hans) et surtout Marie de Sainte-Thérèse (Maria Petyt), dont il retranscrit le témoignage en de nombreux ouvrages. Soucieux d'entretenir la mémoire de la jeune tertiaire, il évoque les phénomènes surnaturels qui ont émaillé la biographie de celle-ci, et comme il considère que la direction spirituelle est avant tout un échange, il propose, sur base des écrits de la mystique, une spiritualité mariale, définie comme vie marie-forme. Titus Brandsma a résumé celle-ci de la manière suivante : que l'esprit de Marie soit en nous afin que tous, nous vivions en son esprit. Il a également souligné que cet accent mis sur la médiation de la Vierge annonce la pensée de Grignion de Montfort.

## Postérité
Avec Michel de Saint-Augustin, la mariologie devient un chapitre de la pneumatologie (théologie du Saint-Esprit) : une option que ne ratifiera pas, au XXe siècle, le Concile Vatican II, lequel replacera la figure de Marie dans le cadre de l'ecclésiologie. En général, la postérité ne se montrera pas favorable à la doctrine de Michel : très tôt, les carmes déchaussés, issus de la réforme thérésienne, feront le procès de cette spiritualité nordique, pas assez affective et trop abstraite à leurs yeux. Héritière de la Mystique rhéno-flamande, celle-ci utilisait, de plus, une terminologie médiévale équivoque, suspecte de panthéisme au temps de la Contre-Réforme.

#### Œuvre
- Introductio in terram carmeli et gustatio fructuum illius seu Introductio ad vitam vere carmelitam seu mysticam et fruitiva praxis ejusdem, Bruxelles, Fr. Virien, 1659. Une publication néerlandaise de cet ouvrage a été réalisée au même lieu, à la même date.
- Het Godtvruchtig leven in Christoo voor de beghinnende, Voortaende ende Volmaechte, met een kort begryp vande Bekovinghen ende remedien der selve, Bruxelles, J. Mommaert, 1661.
- Pia vita in Christo pro incipientibus, proficientibus et perfectis cum compendio tentationum et remediorum earundem pro eisdem, Bruxelles, J. Mommaert, 1663. Il s'agit du même ouvrage que le précédent, mais traduit en latin et amplifié.
- Onderwysinghe tot een grondighen verlooghemighe sijns selfs ende van alle craturen, ende tot een Godtvormigh goddelijck leven in Godt om Godt... Met een Byvoeghiel van een Marie-vormigh marielijck Leven in Maria om Maria, Malines, G. Lints, 1669.
- Institutionum mysticarum libri quatuor. Quibus anima ad aspicem perfectionis, et ad praxim mysticae unionis per gradus deducitur, Anvers, M. Parys, 1671 (4 tomes en 2 volumes). Cet ouvrage constitue la reprise des deux précédents.
- Eenseenheydt van thien dag(h)en, oft dertigh meditatien voor d'exercitien van thien dagen[8], Bruxelles, E.-H. Fricx, 1677.
- Spieghel der Religieuse Volmaechtheyd voorghestelt in 't leven ende deughden van den dienaer Godts Fr. Arnoldus a S. Carolo, Courtrai, J. van Gemmert, 1677.
- Exercitien van thien dagen, Ypres, 1681.
- Het enghelsleven, Ypres, 1681.
- Collectio decretorum pro exactiori observantia constitutionum reformationis in provincia Flandro-belgica conditarum a J. A. Philippino et H. Ari, generalibus in suis visitationibus, Bruxelles, P. vande Velde, 1681.
- Kort begryp van het Leven van de Weerdighe Moeder Sr. Maria a S. Teresia (alias) Petyt, Gheestelijcke Dochter, Bruxelles, P. vande Velde, 1681. Cet ouvrage est paru sous le titre Het wonder leven, in Jacques de la Passion, De stralen van de Sonne van den H. Vader en Propheet Elias, Liège, H. Hoyoux, 1681.
- Het Leven vande Weerdighe Moeder maria a Sta teresa, (alias) Petyt, Vanden derden Reghel vande orden der broederen van Onse Lieve Vrouwe des berghs Carmeli, tot Mechelen overleden den 1 November 1677, Gand, J. Vanden Kerckhove, 1683-1684 (4 tomes en 2 volumes).
- (la) Michel de Saint Augustin, Introductio ad vitam internam et fruitiva praxis vitae mysticae, Rome, G. Wessels, coll. « S. Alberti », 1926.

#### Études
- A. Deblaere, Dictionnaire de spiritualité ascétique et mystique, t. X, Paris, Beauchesne, 1980, p. 1187-1191 : Michel de Saint-Augustin.
- Titus Brandsma, Itinéraire spirituel du Carmel, Editions Parole et Silence, coll. « Grands Carmes » (no 1), février 2003, 179 p. (ISBN 978-2845731547), p. 74-77.